# Sara Fischer
Sara Ingrid Fischer (* 19. September 1979 in Malung) ist eine ehemalige schwedische Snowboarderin.

## Werdegang
Fischer, die für den Malungs SLK startete, wurde bei den Juniorenweltmeisterschaften 1997 im Corno alle Scale im Riesenslalom und in der Halfpipe jeweils Siebte. Im Snowboard-Weltcup der FIS fuhr sie erstmals im März 1997 in Bardonecchia, wo sie den 41. Platz im Riesenslalom und den 20. Rang im Parallelslalom belegte. In der Saison 1997/98 erreichte sie in Tandådalen mit dem dritten Platz im Snowboardcross ihre erste Podestplatzierung im Weltcup und den siebten Platz im Snowboardcross-Weltcup. Bei den Juniorenweltmeisterschaften 1998 in Chamrousse gewann sie in der Halfpipe und im Riesenslalom jeweils die Bronzemedaille. In der folgenden Saison errang sie mit sieben Top-Zehn-Platzierungen, darunter Platz drei im Parallelslalom in Morzine, den 24. Platz im Gesamtweltcup. Beim Saisonhöhepunkt, den Snowboard-Weltmeisterschaften 1999 in Berchtesgaden, nahm sie an vier Wettbewerben teil. Ihre bestes Ergebnis dabei war der siebte Platz im Snowboardcross. Bei den Juniorenweltmeisterschaften 1999 auf der Seiser Alm holte sie die Bronzemedaille im Parallel-Riesenslalom. Nach Platz 29 im Riesenslalom zu Beginn der Saison 1999/2000, kam sie im Weltcup 12-mal unter den ersten Zehn. Dabei wurde sie zweimal zweite und holte im Riesenslalom in Livigno ihren ersten Weltcupsieg. Sie errang damit den 11. Platz im Gesamtweltcup und jeweils den fünften Platz im Parallel sowie im Parallel-Riesenslalom-Weltcup.
In der Saison 2000/01 belegte Fischer einen dritten Platz und zwei zweiten Plätzen den 16. Platz im Gesamtweltcup sowie den sechsten Rang im Parallelslalom-Weltcup. Bei den Snowboard-Weltmeisterschaften 2001 in Madonna di Campiglio fuhr sie auf den 16. Platz im Riesenslalom, auf den achten Rang im Parallel-Riesenslalom und auf den siebten Platz im Parallelslalom. In der folgenden Saison erreichte sie mit sieben Top-Zehn-Platzierungen, darunter je einen zweiten und ersten Platz den 12. Platz im Gesamtweltcup, den zehnten Rang im Parallel-Riesenslalom-Weltcup und den achten Platz im Parallel-Weltcup. Bei ihrer ersten Olympiateilnahme im Februar 2002 in Salt Lake City errang sie den 18. Platz im Parallel-Riesenslalom. Zu Beginn der Saison 2002/03 holte sie im Parallel-Riesenslalom in Tandådalen ihren dritten Weltcupsieg. Im weiteren Saisonverlauf errang sie im Parallelslalom in Bad Gastein den zweiten Platz und siegte jeweils im Parallel-Riesenslalom im Stoneham und in Sapporo. Bei den Snowboard-Weltmeisterschaften 2003 am Kreischberg holte sie die Bronzemedaille im Parallelslalom. Zudem wurde sie dort Zwölfte im Parallel-Riesenslalom. Die Saison beendete sie auf dem sechsten Platz im Parallel-Weltcup. Auch in der Saison 2003/04 belegte sie den sechsten Platz im Parallel-Weltcup. In der Saison 2004/05 kam sie mit fünf Top-Zehn-Platzierungen auf den zehnten Platz im Parallel-Weltcup. Bei Saisonhöhepunkt, den Snowboard-Weltmeisterschaften 2005 in Whistler, wurde sie im Parallel-Riesenslalom und im Parallelslalom jeweils Sechste. In ihrer letzten aktiven Saison 2005/06 errang sie mit je einen dritten und zweiten Platz den 20. Platz im Parallel-Weltcup. Bei ihrer einzigen Olympischen Winterspielen 2006 in Turin fuhr sie auf den 30. Platz im Parallel-Riesenslalom. Bei schwedischen Meisterschaften siegte sie jeweils viermal im Parallel-Riesenslalom (2001–2004) und Parallelslalom (1998–2000, 2004), sowie dreimal im Riesenslalom (1998–2000).
Ihr Bruder Filip Fischer war ebenfalls als Snowboarder aktiv.

## Teilnahmen an Weltmeisterschaften und Olympischen Winterspielen

### Olympische Winterspiele
- 2002 Salt Lake City: 18. Platz Parallel-Riesenslalom
- 2006 Turin: 30. Platz Parallel-Riesenslalom

### Snowboard-Weltmeisterschaften
- 1999 Berchtesgaden: 7. Platz Parallelslalom, 17. Platz Riesenslalom, 24. Platz Parallel-Riesenslalom, 34. Platz Snowboardcross
- 2001 Madonna di Campiglio: 7. Platz Parallelslalom, 8. Platz Parallel-Riesenslalom, 16. Platz Riesenslalom
- 2003 Kreischberg: 3. Platz Parallelslalom, 12. Platz Parallel-Riesenslalom
- 2005 Whistler: 6. Platz Parallelslalom, 6. Platz Parallel-Riesenslalom

## Weltcupsiege und Weltcup-Gesamtplatzierungen

### Weltcupsiege
| Nr. | Datum             | Ort        | Disziplin             |
| --- | ----------------- | ---------- | --------------------- |
| 1.  | 18. März 2000     | Livigno    | Riesenslalom          |
| 2.  | 1. März 2002      | Sapporo    | Parallel-Riesenslalom |
| 3.  | 6. Dezember 2002  | Tandådalen | Parallel-Riesenslalom |
| 4.  | 20. Dezember 2002 | Stoneham   | Parallel-Riesenslalom |
| 5.  | 28. März 2003     | Sapporo    | Parallel-Riesenslalom |

### Weltcup-Gesamtplatzierungen
| Saison    | Gesamt | Gesamt | Snowboardcross | Snowboardcross | Parallel | Parallel | Parallel-Riesenslalom | Parallel-Riesenslalom | Parallelslalom | Parallelslalom |
| Saison    | Punkte | Platz  | Punkte         | Platz          | Punkte   | Platz    | Punkte                | Platz                 | Punkte         | Platz          |
| --------- | ------ | ------ | -------------- | -------------- | -------- | -------- | --------------------- | --------------------- | -------------- | -------------- |
| 1996/97   | 24     | 127.   | -              | -              | -        | -        | -                     | -                     | -              | -              |
| 1997/98   | 303    | 28.    | 600            | 7.             | -        | -        | -                     | -                     | -              | -              |
| 1998/99   | 493    | 24.    | -              | -              | -        | -        | -                     | -                     | -              | -              |
| 1999/2000 | 722    | 11.    | -              | -              | 4030     | 5.       | 4030                  | 5.                    | -              | -              |
| 2000/01   | 500    | 16.    | -              | -              | -        | -        | -                     | -                     | 4860           | 6.             |
| 2001/02   | 275    | 12.    | 140            | 52.            | 1000     | 8.       | 3350                  | 10.                   | 930            | 21.            |
| 2002/03   | -      | -      | -              | -              | 5300     | 6.       | -                     | -                     | -              | -              |
| 2003/04   | -      | -      | -              | -              | 4350     | 6.       | -                     | -                     | -              | -              |
| 2004/05   | -      | -      | -              | -              | 3140     | 10.      | -                     | -                     | -              | -              |
| 2005/06   | 1602   | 50.    | -              | -              | 1602     | 20.      | -                     | -                     | -              | -              |